# 삼별초 궁녀둠벙
삼별초 궁녀둠벙은 전라남도 진도군 의신면 돈지리에 있다. 2001년 10월 30일 진도군의 향토문화유산(유형유산) 제4호로 지정되었다.

## 상세
삼별초가 추대했던 왕족 출신 承化侯 王溫은 지금의 의신면 침계리에 있는 ‘왕무덤재’에서 붙잡혀 ‘논수골’에서 죽임을 당했다. 그리고 전투 중에 피난 중이던 여기급창 등 궁녀들은 창포리에서 만길리로 넘어가는 고개인 ‘만길재’를 넘다 몽고군에게 붙잡혀 몸을 더럽히느니 차라리 죽음을 택하고자 언덕을 따라 내려가 지금의 둠벙에 몸을 던져 목숨을 끊었다. 이는 나당연합군에 의해 백제가 망할 당시 3천 궁녀가 부여 낙화암에서 몸을 던져 목숨을 끊었다는 내용과도 매우 흡사한 사건이기도 하다.
그 뒤 비가 오는 날이면 이곳 둠벙에서 여인네의 울음소리가 슬피 들려오고 지금으로부터 20여 년전 까지만 해도 밤에는 이곳을 지나는 이가 거의 없었다고 한다. 이런 사연을 간직한 이곳 둠벙을 가리켜, 이후 진도사람들은 '여기급창둠벙'이라 부르게 되었다. 당시 이곳 둠벙의 수심은 매우 깊어서 절굿대를 넣으면 우수영 또는 금갑 앞바다로 나온다는 전설도 간직하고 있다.